# Yazguly Hojageldiyev
Yazguly Berdiyevich Hojageldiyev - em turcomeno, Ýazguly Berdiýewiç Hojageldiýew (Büzmeýin, 27 de fevereiro de 1977) é um ex-futebolista e treinador de futebol turcomeno.

## Carreira
Hojageldiyev, que atuava como meio-campista, jogou inicialmente no Nebitçi Balkanabat entre 1998 e 1999, ficando 2 anos parado. Voltou aos gramados em 2002, para defender o Köpetdag, e pouco depois vestiria a camisa do Garagum.
Teve ainda uma segunda passagem pelo Nebitçi entre 2003 e 2005, ano em que foi para o HTTU, onde acumulou também a função de técnico. Encerrou a carreira de jogador em 2007, mas continuaria no HTTU até 2013. quando exerceria o comando técnico da Seleção Turcomena durante 3 anos (2010 a 2013).
Desde 2014, é o treinador do Altyn Asyr, alternando também com seu trabalho na Seleção Turcomena, que o contratou novamente em 2017 para o lugar de Amangylyç Koçumow.

## Links
- Perfil em Goal.com